# 鳴き合わせ

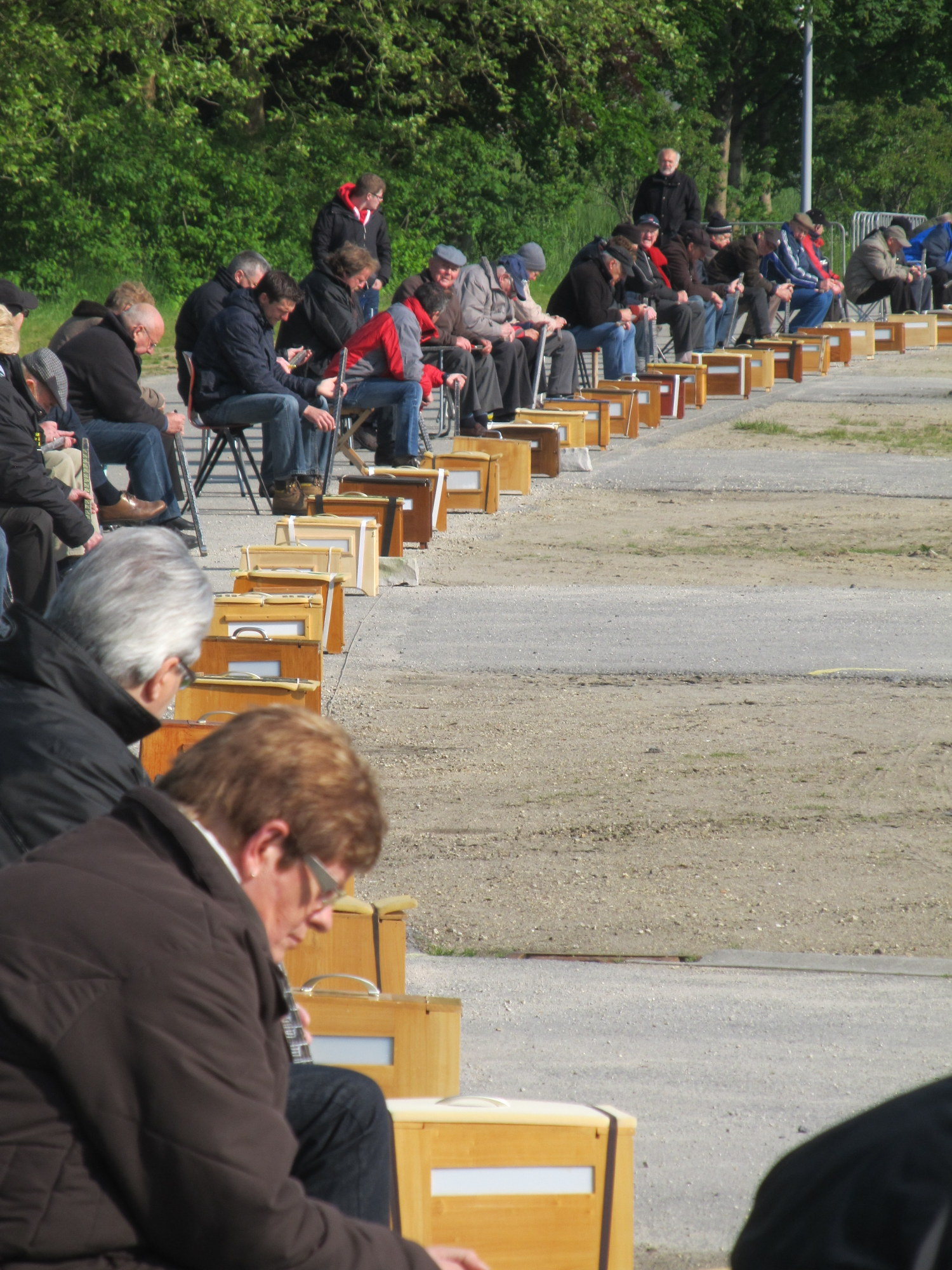
ヴィンケンゼッティングを準備中（2013年）

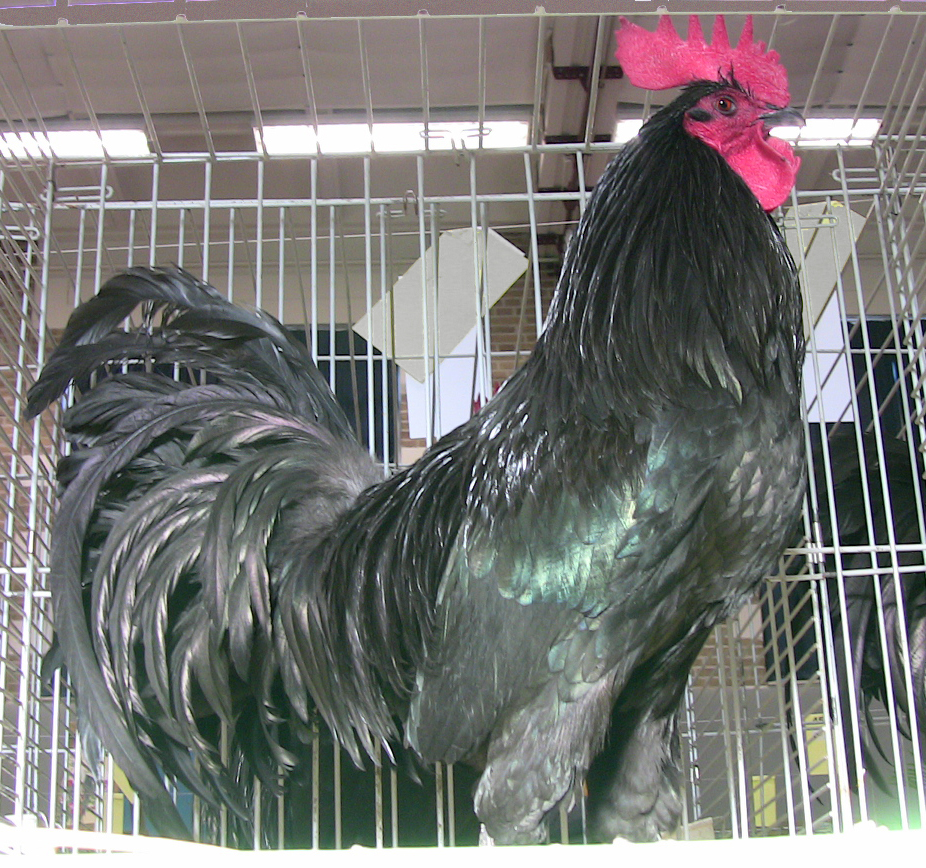
日本の長鳴鶏、唐丸（新潟県）

鳴き合わせ（なきあわせ）とは、鳥の鳴き合いを鑑賞する会合のことである。鳴合せ、鳴き合わせ会などとも呼ばれ、鳴き方を競うという意味からはアニマルスポーツの一種とも言える。
少なくとも19か国で鳥の鳴き声を鑑賞するコンテストが開かれており、東南アジアで最も盛んである。

## 鑑賞される鳥

### 小鳥類
- メジロ[1]
- ウグイス[1]
- ウズラ[1]
- ガビチョウ（画眉鳥） - 中国南部など
- カナリア[3][4]
- フィンチ - スペインではSilvestrismo（スペイン語版）、オランダではヴィンケンゼッティング（オランダ語版）という競技がある[2]。

### 鶏類
- ニワトリ - 世界的にみられ、そういう品種改良が行われた長鳴鶏が飼われている。トルコのデニズリ鶏（トルコ語版）が著名。

## 関連法
鳴き合わせでは、賞金が出ることもあり、乱獲や違法な飼育が行われている場合がある。日本では研究目的・野鳥保護などで野鳥を飼う場合は、届け出が必要であり、愛玩目的の飼育は原則禁止である。
- 鳥獣の保護及び管理並びに狩猟の適正化に関する法律[6]
- 鳥類指令（英語版） - EUの鳥類保護法。伝統・文化的な活動を例外とする検討はあるが、2018年以降、鳥類の捕獲に制限がかけられている[7]。

## 地域

### アメリカ南北
- ガイアナ：各地（フィンチ）[8]
- ブラジル：ジュイス・デ・フォーラなど（カッコウ）[9]

### アジア
- タイ：ナラーティワート県（各種の鳥）[10]
- 中国：南部・西部の各地（ガビチョウ）
- トルコ：デニズリ（デニズリ鶏（トルコ語版））
- 日本；高知県（長鳴鶏）など

### ヨーロッパ
- オランダ：フランドル（フィンチ：ヴィンケンゼッティング（オランダ語版））
- スペイン：Archidona（カナリア：Silvestrismo（スペイン語版））[11]